# Ariagona margaritae
Ariagona margaritae är en insektsart som beskrevs av Krauss 1892. Ariagona margaritae ingår i släktet Ariagona och familjen vårtbitare. IUCN kategoriserar arten globalt som nära hotad. Inga underarter finns listade i Catalogue of Life.